# Kwant energii
Kwant energii (w mechanice kwantowej) – porcja (kwant) energii jaką może pochłonąć lub jaką może przekazać układ w pojedynczym akcie oddziaływania z innym układem (np. atom oddziałując z polem elektromagnetycznym może pochłonąć lub wyemitować foton).

## Koncepcja kwantów Plancka
Według klasycznej teorii promieniowania Maxwella energia może być emitowana i pochłaniana w dowolnych porcjach. Jednak teoria ta nie jest w stanie opisać tak powszechnego zjawiska jakim jest promieniowanie termiczne ciał.
W 1900 Max Planck wyprowadził wzór na zależność energii promieniowania ciała doskonale czarnego od częstotliwości promieniowania, który był zgodny z pomiarami. Ciało doskonale czarne stanowi przykład idealnego ciała emitującego promieniowanie. Do wyprowadzenia wzoru Planck założył, że ciało doskonale czarne składa się z wielu różnych oscylatorów elektromagnetycznych. Energia każdego z nich jest całkowitą wielokrotnością energii podstawowej i jest proporcjonalna do częstotliwości oscylacji {\displaystyle \nu } danego oscylatora
{\displaystyle E(\nu )=h\,\nu .}
Stała proporcjonalności {\displaystyle h=6{,}62607\operatorname {\cdot } 10^{-34}\,\operatorname {J\,s} ,} wyznaczona przez Plancka, została nazwana na jego cześć stałą Plancka.
Wyrażając długość fali jako {\displaystyle \lambda \equiv {l}{l_{\text{P}}},} gdzie {\displaystyle l\in \mathbb {R} } a {\displaystyle l_{\text{P}}} to długość Plancka
{\displaystyle E=h\nu ={\frac {2\pi }{l}}k_{\text{B}}T_{\text{P}},}
gdzie {\displaystyle k_{\text{B}}} jest stałą Boltzmanna, a {\displaystyle T_{\text{P}}} jest temperaturą Plancka.

## Rozwój idei Plancka
Planck w pracy z 1900 roku zajmuje się tylko modelem ciała doskonale czarnego jako zbiorze hipotetycznych oscylatorów, nie wspomina nic o sposobie emisji (fala/cząstka). Koncepcja kwantów, jako występowanie wielkości tylko w dozwolonych wartościach, początkowo została poddana krytyce, ponieważ była przyjęta ad hoc, jednak później stała się podstawową koncepcją teorii nowego działu fizyki, który nazywa się mechaniką kwantową.
W 1905 r., tj. pięć lat po sformułowaniu przez Plancka hipotezy kwantów, Albert Einstein postulował, że promieniowanie elektromagnetyczne zawsze jest emitowane i pochłaniane w postaci porcji energii o wielkości zależnej od częstotliwości. Dzięki temu objaśnił m.in. zjawisko fotoelektryczne, przyjmując, że polega ono na pochłanianiu pojedynczych kwantów promieniowania przez ciało. W 1913 r. Niels Bohr użył koncepcji kwantu do objaśnienia występowania dyskretnych linii promieniowania atomu wodoru i stworzył model atomu. W 1923 r. Arthur Compton pokazał, że koncepcja kwantu umożliwia wyjaśnienie nowo odkrytego efektu zmiany częstotliwości promieniowania w oddziaływaniu z grafitem (zjawisko Comptona). Pełne teoretyczne wyjaśnienie koncepcji kwantyzacji promieniowania elektromagnetycznego znajduje uzasadnienie w kwantowej teorii pola.